# Чемпіонат України з футболу серед аматорів 2013
Чемпіонат України з футболу серед аматорів 2013 — 17-ий чемпіонат України серед аматорів. Розпочався 1 травня 2013 року.

## Учасники
У чемпіонаті брали участь 23 команди, розбитих на 4 групи. До фінальної частини виходять по дві найкращі команди з кожної групи, які у двох групах по 4 команди визначать переможців, що і поборяться в фінальному матчі за золоті нагороди чемпіонату.
| 1 група | 2 група | 3 група | 4 група |
| --- | --- | --- | --- |
| - «Авангард» (Новоград-Волинський) - ФК «Вінниця» (Вінниця) - «Буковина-2-ЛС» (Чернівці) - «Рух» (Винники) - ОДЕК (смт Оржів) - «Збруч» (Волочиськ) | - «Зоря» (с. Білозір'я) - «Оболонь-Бровар» (Київ) - ЮСБ (Чернігів) - «ЛКТ-Славутич» (Славутич) - «Авангард» (Корюківка) - «Ретро» (Ватутіне) | - «Нове життя» (с. Андріївка) - «Локомотив» (Куп'янськ) - «Барса» (Суми) - «Буревісник» (с. Петрове) - «УСК-Рубін» (Донецьк) | - «Колос» (с. Хлібодарівка) - «Бастіон» (Чорноморськ) - «Енергія» (Миколаїв) - «Гвардієць» (смт. Гвардійське) - ІТВ (Сімферополь) - «Торпедо» (Миколаїв) |

## Результати

### Груповий етап

#### Група 1
| М | Команда         | І  | В | Н | П | РМ    | О  |
| - | --------------- | -- | - | - | - | ----- | -- |
| 1 | «Рух»           | 10 | 7 | 2 | 1 | 20−6  | 23 |
| 2 | ОДЕК            | 10 | 7 | 1 | 2 | 15−10 | 22 |
| 3 | «Збруч»         | 10 | 4 | 3 | 3 | 11−13 | 15 |
| 4 | ФК «Вінниця»    | 10 | 3 | 2 | 5 | 12−15 | 11 |
| 5 | «Авангард»      | 10 | 2 | 1 | 7 | 11−17 | 7  |
| 6 | «Буковина-2-ЛС» | 10 | 2 | 1 | 7 | 7−15  | 7  |

#### Група 2
| М | Команда          | І  | В | Н | П | РМ    | О  |
| - | ---------------- | -- | - | - | - | ----- | -- |
| 1 | «Зоря»           | 10 | 7 | 1 | 2 | 15−8  | 22 |
| 2 | ЮСБ              | 10 | 5 | 3 | 2 | 9−5   | 18 |
| 3 | «Ретро»          | 10 | 3 | 4 | 3 | 9−9   | 13 |
| 4 | «Авангард»       | 10 | 3 | 2 | 5 | 11−14 | 11 |
| 5 | «ЛКТ-Славутич»   | 10 | 3 | 2 | 5 | 9−16  | 11 |
| 6 | «Оболонь-Бровар» | 10 | 1 | 4 | 5 | 4−5   | 7  |

#### Група 3
| М | Команда      | І | В | Н | П | РМ   | О  |
| - | ------------ | - | - | - | - | ---- | -- |
| 1 | «Локомотив»  | 8 | 4 | 3 | 1 | 9−4  | 15 |
| 2 | «Буревісник» | 8 | 4 | 2 | 2 | 11−8 | 14 |
| 3 | «Нове Життя» | 8 | 2 | 3 | 3 | 9−10 | 9  |
| 4 | «УСК-Рубін»  | 8 | 2 | 2 | 4 | 9−11 | 8  |
| 5 | «Барса»      | 8 | 2 | 2 | 4 | 6−11 | 8  |

#### Група 4
| М | Команда     | І  | В | Н | П | РМ    | О  |
| - | ----------- | -- | - | - | - | ----- | -- |
| 1 | «Бастіон»   | 10 | 7 | 0 | 3 | 15−14 | 21 |
| 2 | «Енергія»   | 10 | 6 | 1 | 3 | 17−5  | 19 |
| 3 | «Гвардієць» | 10 | 5 | 3 | 2 | 18−7  | 18 |
| 4 | «Торпедо»   | 10 | 3 | 2 | 5 | 14−10 | 11 |
| 5 | «Колос»     | 10 | 3 | 0 | 7 | 6−20  | 9  |
| 6 | ІТВ         | 10 | 2 | 0 | 8 | 4−18  | 6  |

### Фінальний етап
Дві групи по чотири команди, зігравши в одне коло з 17 по 22 вересня в Оржеві та Рівному (група А) і Білозір'ї та Черкасах (група Б), визначили переможців груп, а потім в Лютіжі на стадіоні «Діназ» 22 вересня відбувся матч за звання чемпіону України 2013 року між цими командами.

#### Група А
| М | Команда     | І | В | Н | П | РМ  | О |
| - | ----------- | - | - | - | - | --- | - |
| 1 | ОДЕК        | 3 | 2 | 0 | 1 | 5−1 | 6 |
| 2 | «Локомотив» | 3 | 2 | 0 | 1 | 5−1 | 6 |
| 3 | «Бастіон»   | 3 | 1 | 0 | 2 | 2−8 | 3 |
| 4 | ЮСБ         | 3 | 1 | 0 | 2 | 2−4 | 3 |

#### Група Б
| М | Команда      | І | В | Н | П | РМ  | О |
| - | ------------ | - | - | - | - | --- | - |
| 1 | «Рух»        | 3 | 3 | 0 | 0 | 6−2 | 9 |
| 2 | «Зоря»       | 3 | 2 | 0 | 1 | 5−3 | 6 |
| 3 | «Гвардієць»  | 3 | 1 | 0 | 2 | 6−6 | 3 |
| 4 | «Буревісник» | 3 | 0 | 0 | 3 | 1−7 | 0 |

### Фінал
| 22 вересня 2013 14:00 t°: 18 |

| ОДЕК (смт Оржів)      | 1:1      | «Рух» (Винники)     |
| --------------------- | -------- | ------------------- |
| Роман Савицький 45+1' | Протокол | Володимир Макар 21' |

| «Діназ», Лютіж Глядачів: 250 Арбітр: Бондар Іван (Київ) |

| |     | Пенальті |  |
| Сергій Чикалюк-Козакевич (воротар) Володимир Поліщук Михайло Трофімчук Роман Савицький Віталій Тивонюк (воротар) Віктор Газицький | 4—3 | Юрій Гусаковський (вище воріт) Сергій Даниловський (воротар) Володимир Макар (воротар) Олег Шептицький Ігор Яценків Костянтин Деревльов |  |

| Чемпіон України серед аматорів 2013 |
| ----------------------------------- |
| ОДЕК (Оржів) Вперше                 |